# Малинівка (Синельниківський район)
Мали́нівка — село в Україні, у Синельниківському районі Дніпропетровської області. Входить до складу Покровської селищної громади. Населення становить 248 осіб. Колишній орган місцевого самоврядування — Орлівська сільська рада.

## Географія
Село Малинівка знаходиться за 5 км від правого берега річки Вовча, на відстані 2 км від сіл Орли, Мечетне і Коломійці. У селі бере початок Балка Ягідна. Поруч проходить автомобільна дорога Н15.

## Історія
Після скасування кріпацтва селяни, отримавши земельні наділи, утворили три хутори, котрі згодом були названі Ягідними № 1, № 2, № 3, бо в садибах хуторян вирощувалось багато всіляких ягід, та особливо — малини. В радянські часи хутори Ягідні були об'єднані в село, назване відповідно Малинівка.
12 червня 2020 року, відповідно до розпорядження Кабінету Міністрів України № 709-р від «Про визначення адміністративних центрів та затвердження територій територіальних громад Дніпропетровської області», увійшло до складу Покровської селищної громади.
19 липня 2020 року, в результаті адміністративно-територіальної реформи і ліквідації Покровського району, село увійшло до складу новоутвореного Синельниківського району.

## Населення

### Мова
Розподіл населення за рідною мовою за даними перепису 2001 року:
| Мова       | Кількість | Відсоток |
| ---------- | --------- | -------- |
| українська | 239       | 96.37%   |
| російська  | 9         | 3.63%    |
| Усього     | 248       | 100%     |